# سارة موندير
سارة موندير مواليد 29 مايو 1992 في لوسرن، هي لاعبة كرة مضرب سويسرية. أعلى تصنيف لها في الفردي كان المركز الـ 889 في سنة 2009.

## النهائيات

### الزوجي (1–1)
| الحصيلة | الرقم | التاريخ       | الدورة        | الأرضية | الشريك          | المنافس                          | النتيجة       |
| ------- | ----- | ------------- | ------------- | ------- | --------------- | -------------------------------- | ------------- |
| الفوز   | 1.    | 18 يونيو 2007 | دافوس، سويسرا | ترابية  | نيكول رينير     | جيسيكا سكار شيلا سولسونا كركسونا | 7–6(7–1), 6–3 |
| الوصافة | 1.    | 21 يونيو 2010 | دافوس، سويسرا | ترابية  | أمرا ساديكوفيتش | أماندا إليوت آملين ستار          | 1–6, 2–6      |

## روابط خارجية
- سارة موندير على موقع رابطة محترفات التنس (الإنجليزية)
- سارة موندير على موقع الاتحاد الدولي لكرة المضرب (الإنجليزية)
- سارة موندير على موقع كأس بيلي جين كينغ (الإنجليزية)
- سارة موندير على موقع خلاصة التنس.كوم (الإنجليزية)